# رمزک آم نکا
شهر رمزک آم نکا (به آلمانی: Remseck am Neckar) در ایالت بادن-وورتمبرگ در کشور آلمان واقع شده‌است.